# Hangest-en-Santerre
Hangest-en-Santerre là một xã ở tỉnh Somme, vùng Hauts-de-France, Pháp.

## Địa lý
Thị trấn này tọa lạc at the D41 và đường D54, khoảng 16 dặm Anh về phía đông nam của Amiens.

## Dân số
| 1962                                                           | 1968 | 1975 | 1982 | 1990 | 1999 | 2007 |
| -------------------------------------------------------------- | ---- | ---- | ---- | ---- | ---- | ---- |
| 753                                                            | 801  | 769  | 703  | 723  | 839  | 1082 |
| Số liệu điều tra dân số từ năm 1962, dân số không tính hai lần |      |      |      |      |      |      |